# 二弦 (粵樂)

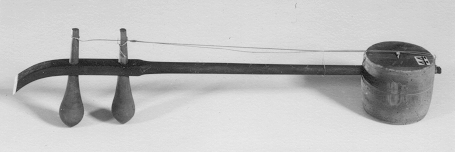
二弦 (粵樂)

二弦，亦稱廣東二弦，係廣東音樂特性樂器、古腔粵曲棚面（樂隊）和粵樂「硬弓五架頭」（二弦、月琴、三弦、竹提琴、直簫或橫簫）之頭架（領奏樂器）。
「三架頭」組合係二弦、竹提琴、月琴或二弦、竹提琴、三弦或二弦、月琴、三弦。
亦有「四架頭」（二弦、竹提琴、月琴、三絃或二弦、竹提琴、月琴、直簫或橫簫或二弦、竹提琴、三弦、直簫或橫簫）組合，二弦都係頭架。
現時的五架頭是高胡、椰胡、揚琴、秦琴、喉管或直簫或橫簫（竹笛）。
琴身、琴筒竹製，蒙蟒皮，張掛2蠶絲弦或鋼弦，以硬弓（弓上馬尾較緊，相對的軟弓馬尾較鬆）拉奏，定純五度，音色激昂高亢。
著名二絃名家	編輯
- 高潤鴻（粵劇拍和、粵樂）